# Nicolae Bușui
Nicolae Bușui (* 19. Dezember 1927 in Călimănești, Kreis Vâlcea) ist ein ehemaliger rumänischer Politiker der Rumänischen Kommunistischen Partei PCR (Partidul Comunist Român), der unter anderem zwischen 1984 und 1985 Minister für elektrische Energie war.

## Leben

### Elektroingenieur und Bürgermeister von Reșița
Nicolae Bușui absolvierte nach dem Schulbesuch eine Berufsausbildung und war danach seit 1943 als Elektromechaniker in einer Fabrik in Reșița tätig. 1949 wurde er Mitglied der Uniunea Tineretului Muncitor (UTM), der Jugendorganisation der Arbeiterpartei, und begann 1949 ein Studium an der Fakultät für Elektrotechnik des Polytechnischen Instituts in Timișoara. Während des Studiums war er Sekretär der UTM-Organisation sowie Präsident des Gewerkschaftskomitees dieser Fakultät. Nachdem er das Studium 1954 als Elektroingenieur abgeschlossen hatte, wurde er 1954 zunächst wieder Elektromechaniker und danach Chefingenieur des Kommunalbetriebes von Reșița. 1956 wurde er Mitglied der Rumänischen Arbeiterpartei PMR (Partidul Muncitoresc Român). Er absolvierte ein Studium an der Akademie für Sozial- und Politikwissenschaften ( Academia de Stiinte Sociale si Politice) „Ștefan Gheorghiu“, das er mit einem Doktorat abschloss, sowie Studiengänge an der Universität für Politik und Führung. 
1960 wurde Bușui hauptamtlicher Partei- und Verwaltungsfunktionär und war zunächst Leiter der Abteilung Kommunale Haushalte der Volksräte in der Region Banat. Im März 1961 wurde er Präsident des Exekutivkomitees des Volksrates und damit Bürgermeister von Reșița. Zugleich wurde er Mitglied des Büro des Parteikomitees in Reșița. Nachdem er von 1967 bis 1968 Leiter der Abteilung Dörfer und Kommunen des Komitees für Angelegenheiten der kommunalen Verwaltung war, wurde er 1968 Erster Vize-Präsident des Exekutivkomitees des Volksrates im Kreis Caraș-Severin. Auf dem Zehnten Parteitag der PCR (6. bis 12. August 1969) wurde er Mitglied der Zentralen Revisionskommission der PCR, der er bis zum 28. November 1974 angehörte. Auf dem Elften Parteitag der PCR (24. bis 27. November 1974) wurde er Kandidat des Zentralkomitees (ZK) der PCR und hatte diese Funktion bis zum Zwölften Parteitag der PCR (19. bis 23. November 1979) inne. 

### Parteifunktionär, Abgeordneter und Minister
Am 25. Januar 1977 wurde Nicolae Bușui Erster Sekretär des Parteikomitees im Kreis Caraș-Severin und bekleidete diese Funktion bis 1982. Zugleich war er Präsident des Exekutivkomitees des Volksrates dieses Kreises. Auf dem Zwölften Parteitag der PCR (19. bis 23. November 1979) wurde er schließlich Mitglied des ZK der PCR und gehörte diesem Gremium bis zum Zusammenbruch des Kommunismus und dem Sturz des neostalinistischen Diktators Nicolae Ceaușescu im Zuge der Revolution am 22. Dezember 1989 an. Am 16. Mai 1983 wurde er Vizepräsident des Zentralrates für die Kontrolle der Arbeit der wirtschaftlichen und sozialen Aktivitäten und hatte dieses Amt bis zum 29. März 1984 inne. 1980 wurde er zudem Mitglied der Großen Nationalversammlung (Marea Adunare Națională) und vertrat in dieser bis 1985 zunächst den Wahlkreis Nr. 6 Oravița sowie anschließend zwischen 1985 und 1989 den Wahlkreis Nr. 3 Călimănești. Zu Beginn seiner Parlamentszugehörigkeit wurde er am 29. März 1980 Mitglied der Kommission für Gesundheit, Arbeit, soziale Sicherheit und Umweltschutz.
Am 29. März 1984 wechselte Bușui in die Regierung und übernahm als Nachfolger von Trandafir Cocârlă den Posten des Ministers für elektrische Energie (Ministrul energiei electrice) im Kabinett Dăscălescu I, das er vom 29. März 1985 bis zu seiner Ablösung durch Ion Licu am 17. Oktober 1985 auch im Kabinett Dăscălescu II bekleidete. Nach seinem Ausscheiden aus der Regierung fungierte er zwischen dem 20. November 1985 bis zum 4. November 1989 als Erster Sekretär des Parteikomitees im Kreis Bistrița-Năsăud sowie zugleich als Präsident des Exekutivkomitees des Volksrates dieses Kreises. Zuletzt war er vom 4. November bis zum 22. Dezember 1989 Erster Sekretär des Parteikomitees im Kreis Mehedinți sowie zugleich als Präsident des Exekutivkomitees des Volksrates dieses Kreises. 